# Santa María (Cansahcab)
Santa María es una localidad ubicada en el municipio de Cansahcab, en el estado de Yucatán, México. Según el censo de 2020, tiene una población de 170 habitantes.
Está situada a 1 metro bajo el nivel del mar.

## Toponimia
El nombre (Santa María) hace referencia a María de Nazaret.

## Demografía
Según el censo de 2020 realizado por el INEGI, la población de la localidad es de 170 habitantes, de los cuales 88 son hombres y 82 son mujeres.
| 81                          | 73 | 119 | 125 | 82 | 150 | 197 | 248 | 265 | 286 | 258 | 227 | 224 | 170 |
| (Fuente: INEGI [Consultar]) |    |     |     |    |     |     |     |     |     |     |     |     |     |

## Galería

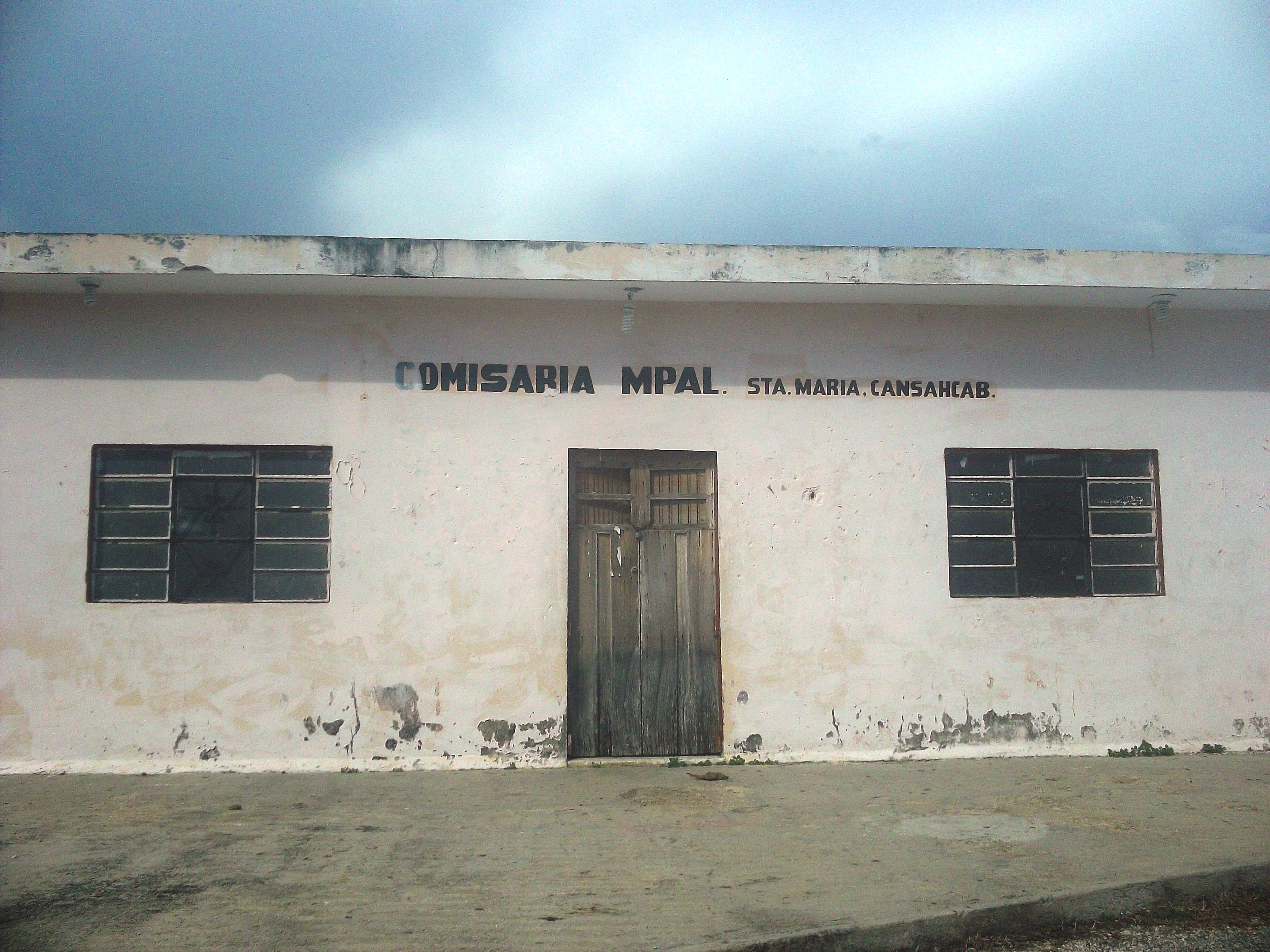
Casa comisarial de Santa María.
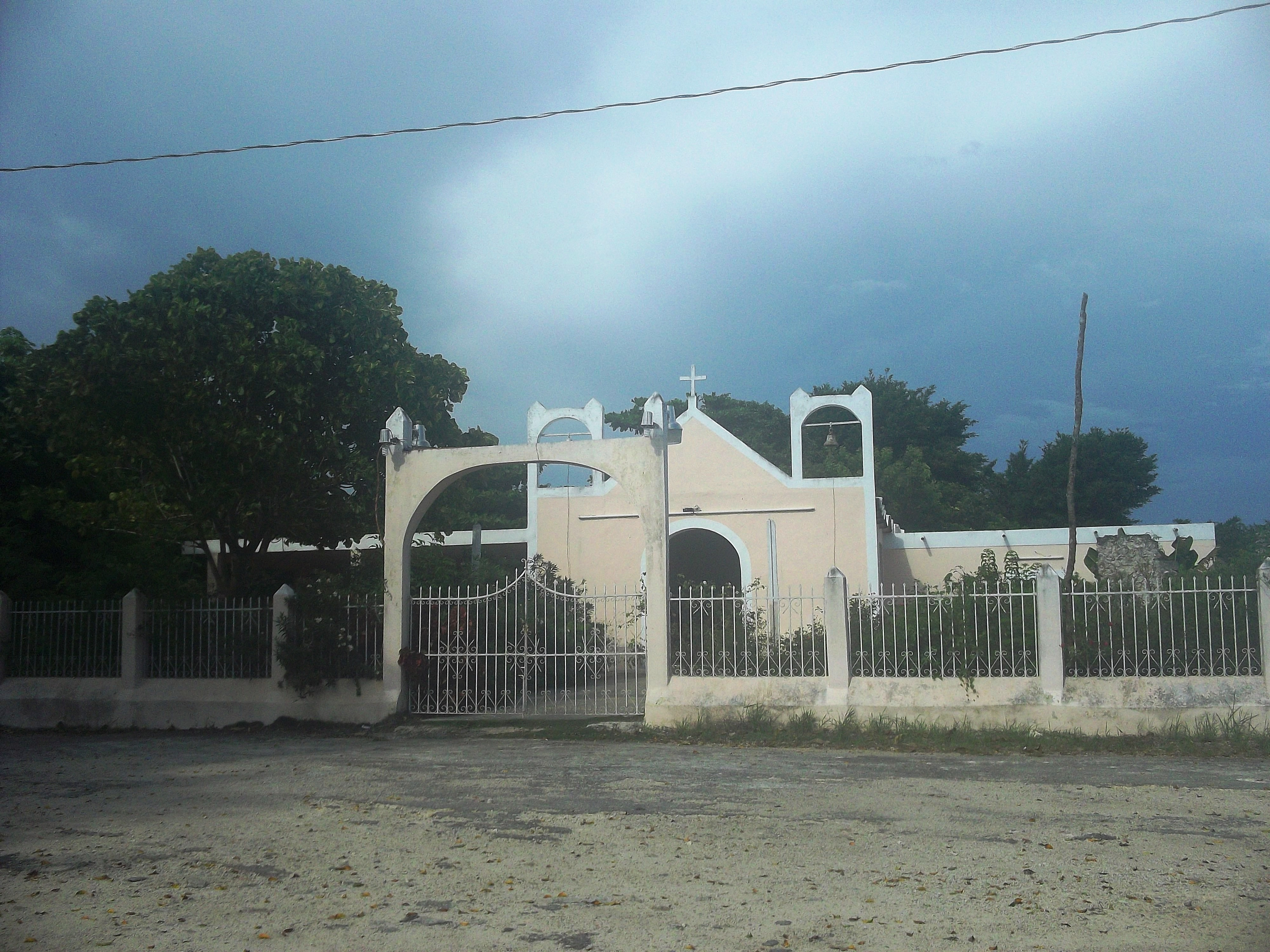
Iglesia principal de Santa María.